# پاندای کونگ‌فوکار: افسانه‌های شگفت‌انگیز
پاندای کونگ‌فوکار: افسانه‌های شگفت انگیز (به انگلیسی: Kung Fu Panda: Legends of Awesomeness) یک مجموعه پویانمایی تلویزیونی کمدی آمریکایی اسپین‌آف است که توسط دریم‌ورکس انیمیشن و استودیوی انیمیشن نیکلودئون بر اساس مجموعه فیلم‌های پاندای کونگ‌فوکار محصول دریم‌ورکس ساخته شده است. این مجموعه اولین بار در سال ۲۰۱۱ منتشر شد‌ و داستان آن بین فیلم‌های سینمایی اول و دوم اتفاق می‌افتد و پو را درحالی نشان می‌دهد که دارد تلاش می‌کند که به یک جنگجوی اژدهای موفق تبدیل شود.
این مجموعه در ابتدا قرار بود در سال ۲۰۱۰ بر روی شبکه نیکلودئون پخش شود، اما به جای آن به سال ۲۰۱۱ منتقل شد. مجموعه با یک پیش‌نمایش ویژه در تاریخ ۱۹ سپتامبر ۲۰۱۱ آغاز به کار کرد و از ۷ نوامبر پخش عادی خود را شروع کرد. سه فصل از این سریال تولید شد. پخش آن در ایالات متحده نیمی از فصل سوم متوقف شد. قبل از اینکه در ایالات متحده به پایان برسد، تمام قسمت‌ها در کشور‌های دیگر پخش شده بود، به عنوان مثال، بر روی نیک‌تونز در آلمان از سال ۲۰۱۴ تا ۲۰۱۵ و سپس بر روی وای‌تی‌وی در کانادا از ۲۰۱۵ تا ۲۰۱۶. در سال ۲۰۱۶، شبکه نیک‌تونز در ایالات متحده شروع به پخش تبلیغ‌هایی برای اعلام پخش قسمت‌های جدید کرد. سپس مشخص شد که پنج مورد از ده قسمت پخش نشده از ۱۵ تا ۱۹ فوریه نمایش داده می‌شود. در نتیجه، آخرین قسمت این مجموعه در تاریخ ۲۹ ژوئن ۲۰۱۶ به نمایش درآمد.
علاوه بر لوسی لیو و جیمز هنگ که دوباره به نقش‌های خود به عنوان افعی و آقای پینگ در آمدند، بازیگران جدیدی برای صداپیشگی شخصیت‌های پو (میک وینگرت)، استاد شیفو (فرد تاتاسیور)، ببری (کاری والگرن)، کرین (امیر طلایی)، میمون (جیمز سی) و مانتیس (مکس کوش) در نظر گرفته شدند.
نتفلیکس در سال ۲۰۲۲ یک سری جدید به نام پاندای کونگ‌فو کار: شوالیه اژدها را راه‌اندازی کرد. پیتر هاستینگز، توسعه‌دهنده افسانه‌های شگفت‌انگیز، به عنوان تهیه‌کننده اجرایی بازگشت. اما بر خلاف افسانه‌های شگفت‌انگیز، جک بلک دوباره نقش پو را از فیلم‌ها ایفا کرد.

## خلاصه داستان
پو و پنج آتشین از دره صلح در برابر انواع مختلفی از شرورها دفاع می‌کنند. در این میان، پو با اشتباهات خود روبرو می‌شود، درس‌هایی یاد می‌گیرد، بیشتر با تاریخ کونگ‌فو آشنا می‌شود و با استادان معروف کونگ‌فو دیگر ملاقات می‌کند.

## صداپیشه‌ها
- میک وینگرت به عنوان پو[۲]
- فرد تاتاسیور به عنوان شیفو[۲]
- کاری والگرن به عنوان ببری[۲]
- لوسی لیو به عنوان وایپر[۲]
- امیر طلایی به عنوان کرین[۲]
- جیمز سی به عنوان میمون[۲]
- مکس کخ به عنوان مانتیس[۲]
- جیمز هنگ به عنوان آقای پینگ[۲]
- پیتر هاستینگز به عنوان اپل کارت داک

## توسعه
این مجموعه دومین همکاری دریم‌ورکس انیمیشن با نیکلودئون بود. دو شرکت قبلاً بر روی پنگوئن‌های ماداگاسکار همکاری کرده بودند.
موسیقی متن این نمایش توسط ترک تیم ساخته شده است و شامل ابزارهای موسیقی چینی مختلفی از جمله آرخو، ژونگهو، گاوهو، باو، هولوسی، شیاو، دی‌زی، گوچین، سانشیان، سونا، گوانزی و شون می‌باشد که توسط چند سازنده معروف چند ساز، هونگ وانگ، اجرا شده است. علاوه بر این، سیفو کیسو به عنوان مشاور هنرهای رزمی در این مجموعه حضور داشت، مشابه نقشی که در مجموعه آواتار: آخرین بادافزار داشته است.

## رسانه
پاندای کونگ‌فو کار: افسانه‌های شگفت‌انگیز بخشی از بازسازی نیکلودئون برای فصل کارتون‌هایشان در تلویزیون بود. به عنوان یک تبلیغ اولیه، پو در یک آرم نیکلودئون همراه با دیگر شخصیت‌ها مورد استفاده قرار گرفت. در تاریخ ۲۳ ژوئیه، یک پیش‌نمایش انحصاری از این نمایش در کامیک-کان سن دیگو ۲۰۱۱ نشان داده شد و تولیدکنندگان و اعضای تیم صداپیشگی در پنل حاضر بودند. یک قسمت پیش‌نمایش نیز برای انتشار پاندای کونگ‌فوکار ۲ بر روی دی‌وی‌دی / بلوری در ۱۳ دسامبر ۲۰۱۱ منتشر شد. همچنین، دو قسمت پیش‌نمایش دیگر (یکی در ۱۹ سپتامبر ۲۰۱۱ و دیگری در ۲۱ اکتبر ۲۰۱۱) قبل از آغاز رسمی مجموعه پخش شد. در ژوئن ۲۰۱۸، اعلام شد که این مجموعه در هولو پخش خواهد شد.

### نسخه‌های دوبله شده دیگر
در سال ۲۰۲۱، کانال تلویزیونی بنگلادشی دورونتو نسخه دوبله بنگالی این مجموعه را به عنوان بخشی از فصل پانزدهم کانال پخش کرد.

## پذیرایی انتقادی
مری مک‌نامارا از لس آنجلس تایمز، پاندای کونگ‌فو کار: افسانه‌های شگفت‌انگیز را «یک نمایش که هر بزرگسالی را در محدوده شنوایی خود دیوانه نمی‌کند» توصیف کرد. این در حالی است که کوین مک‌فارلند از ای.وی. کلاب بیان کرد که این مجموعه «عناصر اصلی که فیلم اصلی را به یک غافلگیری تبدیل کرده بود، از بین می‌برد و یک نمایش کودکان کلیشه‌ای و تکراری را ارائه می‌دهد که دستاوردهای اخلاقی را به خوبی بازیافت می‌کند، اما در غیر این صورت از بی‌شمار برنامه‌های دیگر قابل تشخیص نیست» و افزود «این برنامه هدفی برای ایجاد نوآوری یا انحصار ندارد، فقط به طور ملایم سرگرم‌کننده است، که همین‌طور است.... این برنامه به هیچ‌وجه به کودکان آسیب نخواهد زد، اما همچنین آنها را تحت تأثیر قرار نخواهد داد.» با وجود نقدهای مختلف، این مجموعه موفق به دریافت چهار جایزه امی و نامزدی چهار جایزه آنی شده است.